# Michael Menzel (Handballspieler)
Michael Menzel (* 9. Februar 1968 in Kamen) ist ein ehemaliger deutscher Handballspieler und Handballtrainer.

## Laufbahn
Über die Stationen SuS Oberaden, SG Weiche-Handewitt und SG Flensburg-Handewitt kam Michael Menzel 1994 zum THW Kiel. In insgesamt 240 Bundesligaspielen, davon 90 für Flensburg, erzielte er 411 Feldtore (0 Siebenmetertore). 2000 musste er seine aktive Karriere wegen eines Knorpelschadens im Knie beenden. Er arbeitete von 2000 bis 2003 als Co-Trainer von Zvonimir Serdarušić. In der Saison 2008/09 war er als Co-Trainer beim damaligen Landesligisten SG Bordesholm/Brügge aktiv. Seit 2010 ist Menzel Betreuer der Bundesligamannschaft des THW Kiel.
Für die Nationalmannschaft bestritt Menzel 16 A-Länderspiele, in denen er 27 Tore warf.

## Sonstiges
Michael Menzel ist ehemaliger Bergmann und Einzelhandelskaufmann. Er ist verheiratet und hat einen Sohn; Phillip Menzel ist Fußballtorhüter.

## Erfolge als Spieler
- Deutscher Meister 1995, 1996, 1998, 1999 und 2000
- DHB-Pokalsieger 1998, 1999 und 2000
- EHF-Pokalsieger 1998
- EHF-Champions-League-Finale 2000
- DHB-Supercup 1995 und 1998
- 5. Platz WM 1999